# 圣马洛城堡
圣马洛城堡（法語：Château de Saint-Malo）是一座建于十五世纪和十八世纪之间的历史建筑，位于法国布列塔尼大区伊勒-维莱讷省圣马洛的东部。城堡由布列塔尼公爵建造，以确保他们对圣马洛的统治。

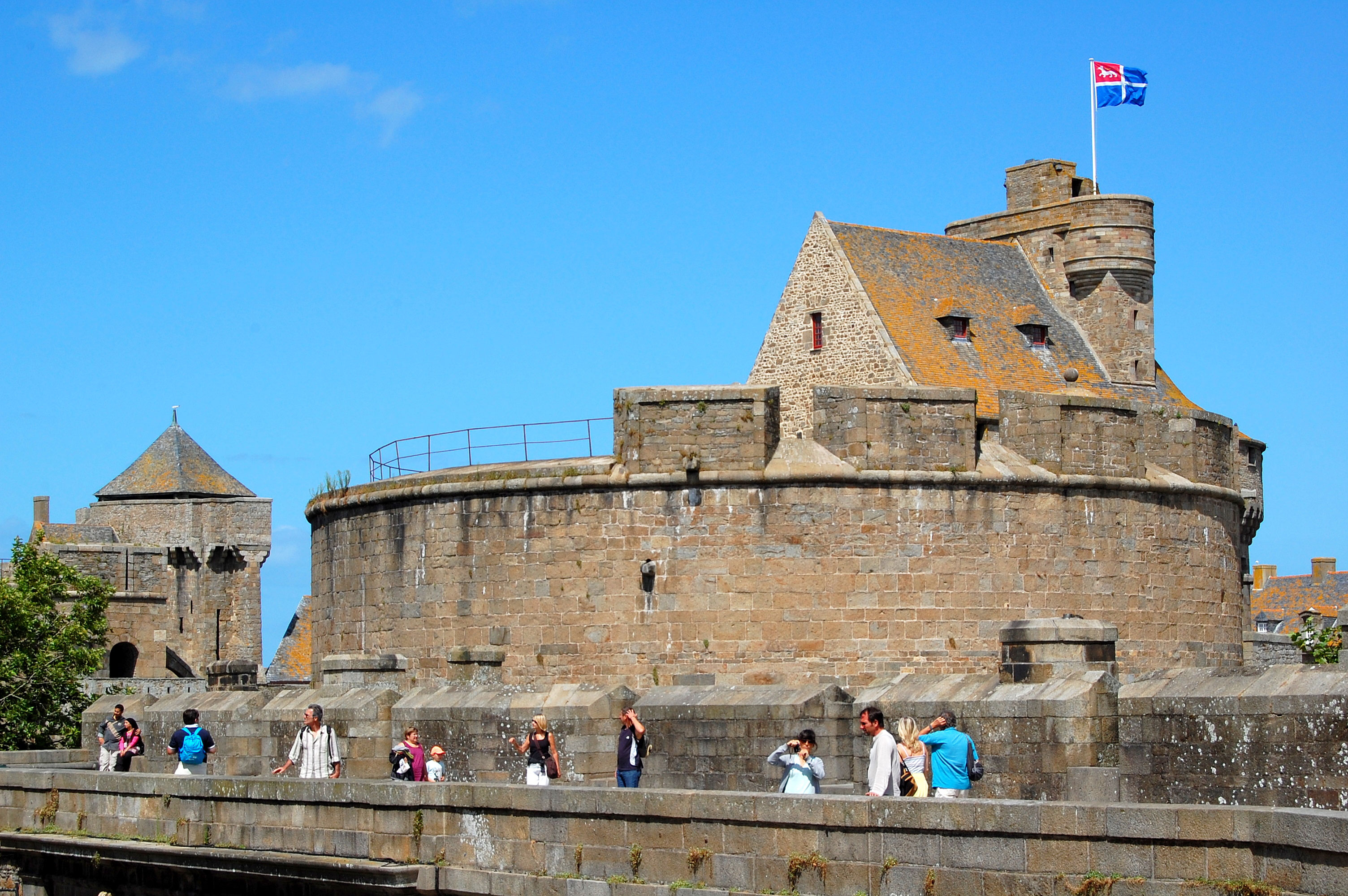
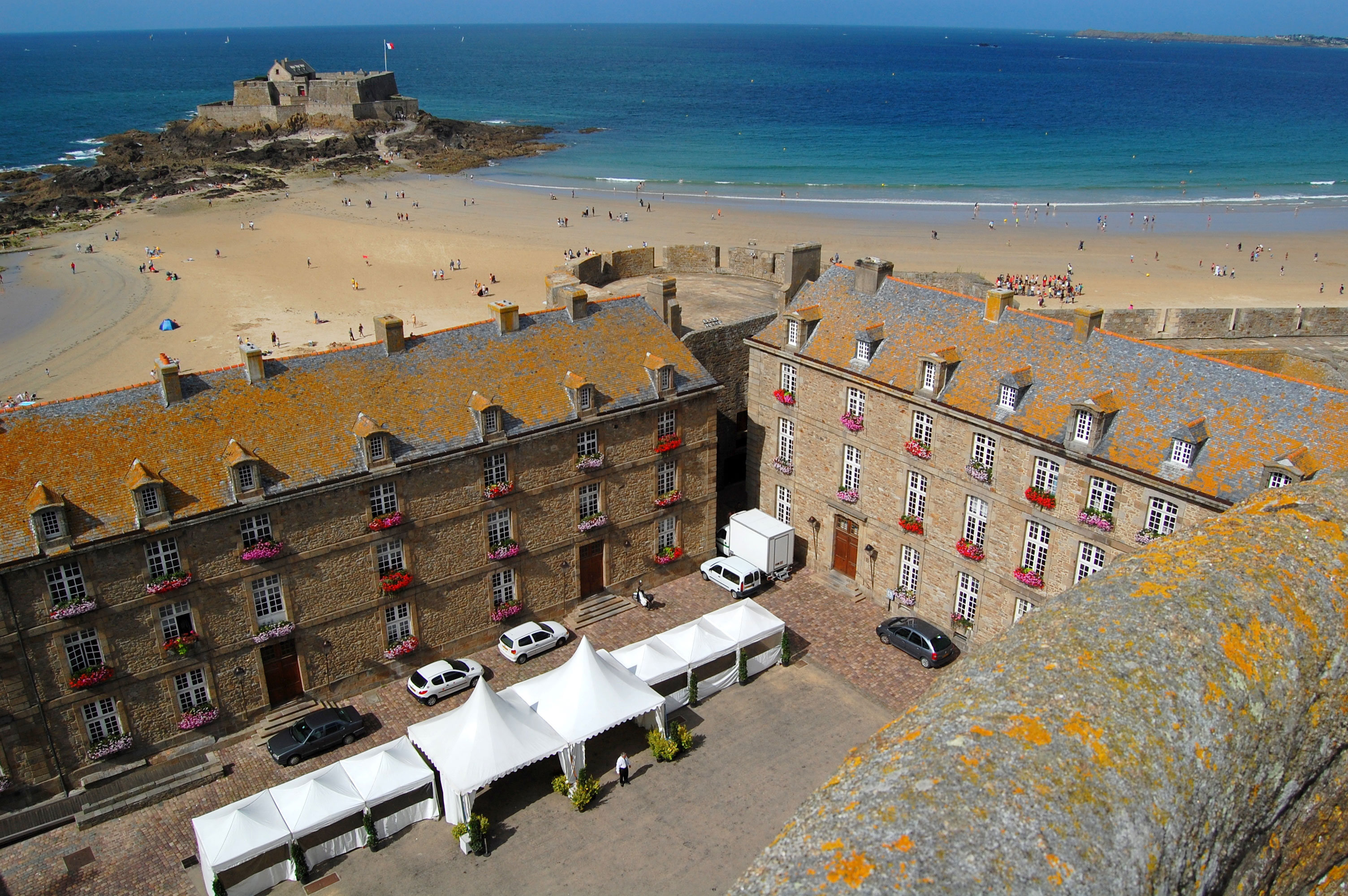
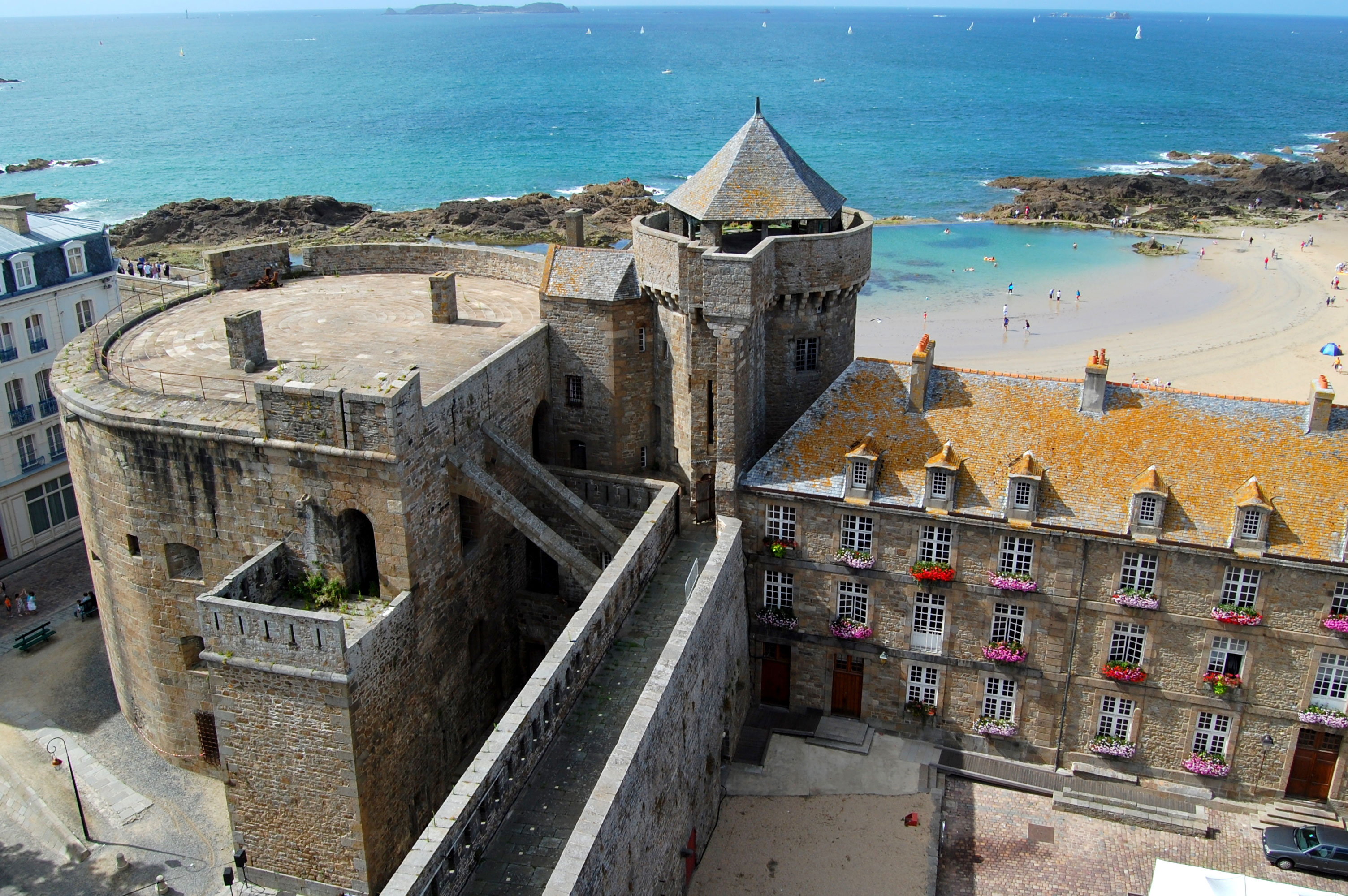
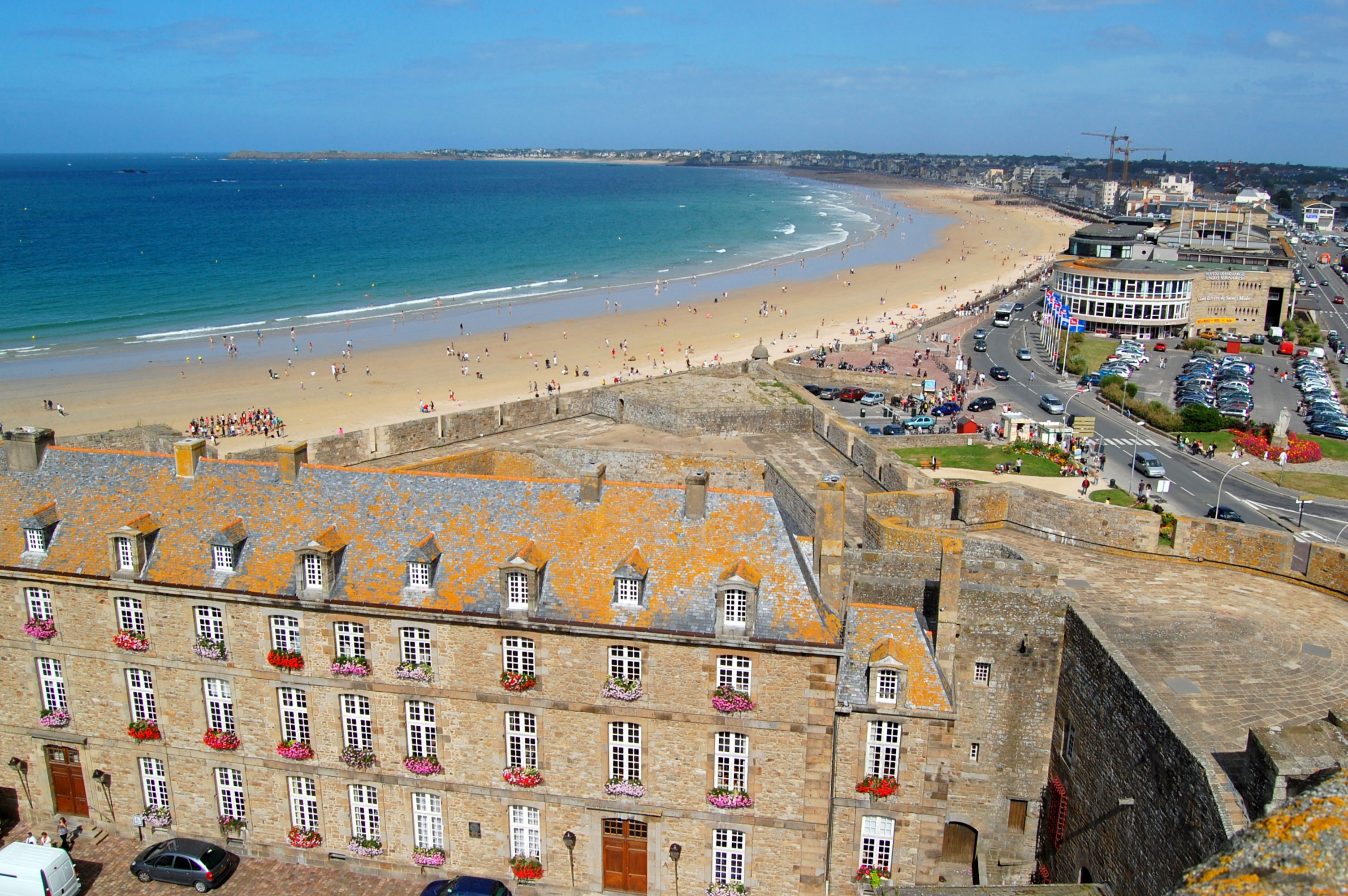

1886年，圣马洛城堡列为法国历史遗迹。